# Нестерово (Торжокский район)
Нестерово — деревня в Торжокском районе Тверской области, входит в состав Высоковского сельского поселения, до 2017 года входила в состав Богатьковского сельского поселения.

## География
Деревня находится на левом берегу реки Тьма в 4 км к западу от центра сельского поселения, посёлка Высокое и в 55 км к югу от города Торжка.

## История
В 1793 году в селе была построена каменная Успенская церковь с 3-мя престолами. 
В конце XIX — начале XX века село входило в состав Дарской волости Старицкого уезда Тверской губернии. 
По данным Тверского Епархиального статистического сборника за 1901 год: церковь Успенская, построена в 1793 году, каменная, престола три: в холодной Успения Пресвятой Богородицы, в теплой: Архистратига Михаила и Святителя Николая. В 1901 году служили: Священник Владимир Арсеньевич Раевский 26-ти лет, окончил духовную семинарию, священником с 1898 года. Псаломщик Илья Павлович Миролюбов 56-ти лет, в должности с 1864 года.Прихожан в селе Нестерове, в деревнях Васькове, Жулеве, Стукшине, в сельце Глишкине - 172 двора (531 мужчина, 515 женщин). В 1914 году служили: Священник Владимир Раевский 41-го года, окончил семинарию, на службе 16 лет. Псаломщик Александр Лытнев 40-ка лет, на службе 3 года, в Успенском храме 1 год. Прихожан в деревнях: Васьково, Жулево, Ново-Глинкино, Старое Глинкино, Стукшино - 545 мужчин и 584 женщины.
Церковь до настоящего времени не сохранилась.
С 1929 года деревня входила в состав Богатьковского сельсовета Высоквского района Ржевского округа Западной области, с 1935 года — в составе Калининской области, с 1963 года — в составе Торжокского района, с 1994 года — в составе Богатьковского сельского округа, с 2005 года — в составе Богатьковского сельского поселения, с 2017 года — в составе Высоковского сельского поселения.

## Население
| 1859 | 1886 | 2002 | 2010 |
| ---- | ---- | ---- | ---- |
| 163  | ↘147 | ↘9   | ↘1   |